# 984 Gretia
984 Gretia este un asteroid din centura principală, descoperit pe 27 august 1922, de Karl Reinmuth.